# زاميا قلقاسية
زاميا قلقاسية أو زاميوكولكاس (الاسم العلمي: Zamioculcas zamiifolia)، هو جنس من النباتات المُزهرة يتبع فصيلة اللوفية، يشتمل على نوع واحد وله عدة أسماء شائعة مثل (جوهرة زنجبار، نبات ZZ، نبات الزوزو، نخيل الرويد، شجرة الإجابة، نبات الخلود أو نخيل الزمرد)، وهو نبات استوائي معمر موطنه شرق إفريقيا، من جنوب كينيا إلى شمال شرق جنوب إفريقيا. يُزرع الزاميوكولكاس كنبات للزينة، وذلك أساسًا لأوراقه اللامعة الجذابة وسهولة العناية به.
بدأت المشاتل الهولندية انتشارًا تجاريًا واسع النطاق للنبات حوالي عام 1996. تم وصفه لأول مرة باسم كالاديوم زاميفوليوم بواسطة Loddiges في عام 1829، وانتقل إلى جنسه الجديد زاميوكولكاس بواسطة Heinrich Wilhelm Schott وأعطي اسمه المعروف Zamioculcas zamiifolia بواسطة Adolf Engler

## التسمية
يشتق الاسم العلمي للجنس من جنسين نباتيين حيث  تشبه أوراقه أوراق  جنس الزاميا ومن ناحية أخرى فهو على قرابة بجنس القلقاس، الذي يأتي اسمه من كلمة قلقاس في اللغة العربية. ويشمل المرادفات النباتية كالاديوم zamiaefolium، Zamioculcas loddigesii وZ. lanceolata.

## الوصف

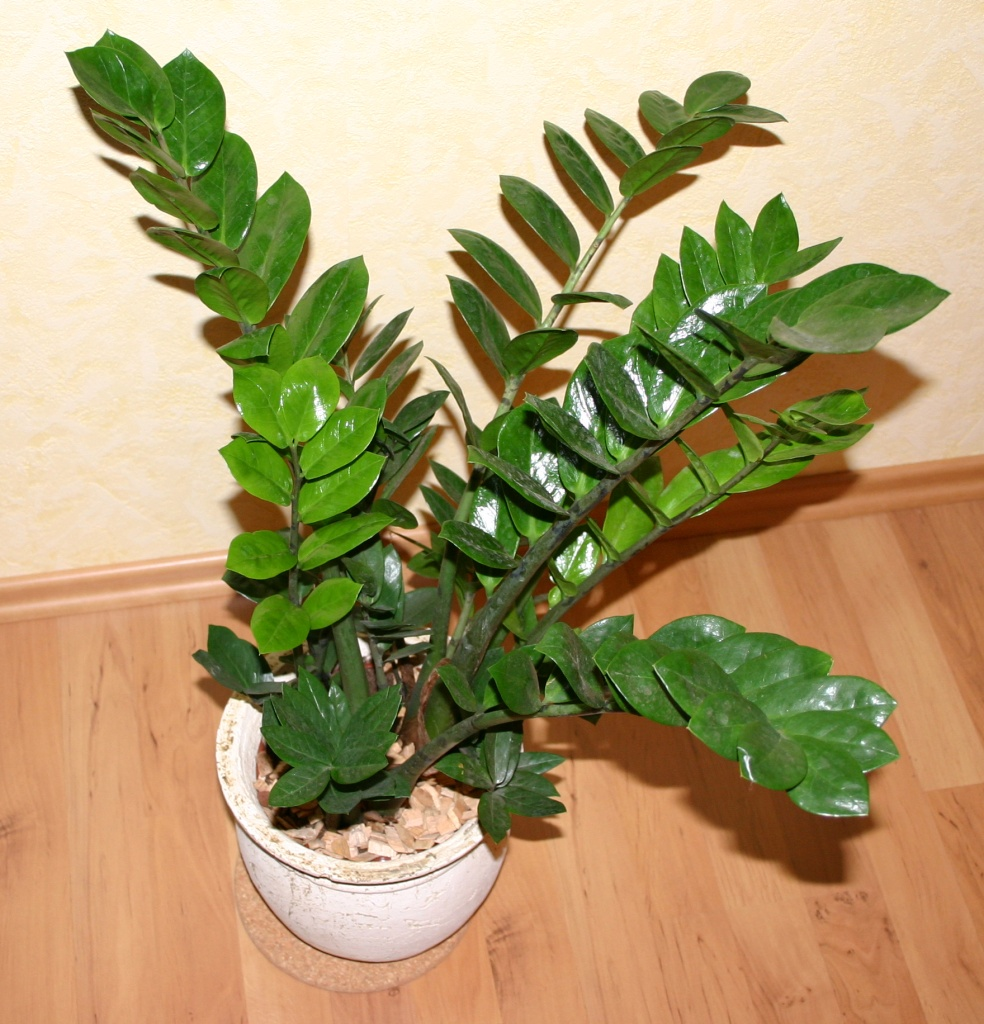

وهو نبات عصابي ينمو إلى 45-60 سم (17.7-23.6 في) طويل القامة، من رهيزومي شجاع تحت الأرض. عادة ما تكون دائمة الخضرة، ولكنها تصبح نفضية أثناء الجفاف، والبقاء على قيد الحياة من الجفاف بسبب رهيزومي كبير يشبه البطاطا الذي يخزن المياه حتى يستأنف هطول الأمطار. الأوراق هي pinnate, 40-60 سم (15.7-23.6 في) طويلة، مع 6-8 أزواج من المنشورات 7-15 سم (2.8-5.9 في) طويلة; فهي ناعمة، لامعة، وخضراء داكنة. سيقان هذه الأوراق الزخرفة سميكة في القاع.
تنتج الزهور في صغيرة صفراء زاهية إلى البني أو البرونزية spadix 5-7 سم (2.0-2.8 في) طويلة، مخبأة جزئيا بين قواعد ورقة. المزهرة هي من منتصف الصيف إلى أوائل الخريف.
يحتوي النبات على محتويات مياه عالية بشكل غير عادي من الأوراق (91٪) وpetioles (95٪[7]، ولها طول العمر ورقة الفردية من ستة أشهر على الأقل، والتي قد تكون السبب في أنها يمكن أن البقاء على قيد الحياة بشكل جيد للغاية تحت مستويات الضوء المنخفض الداخلية لمدة أربعة أشهر دون ماء

## زراعة النبات

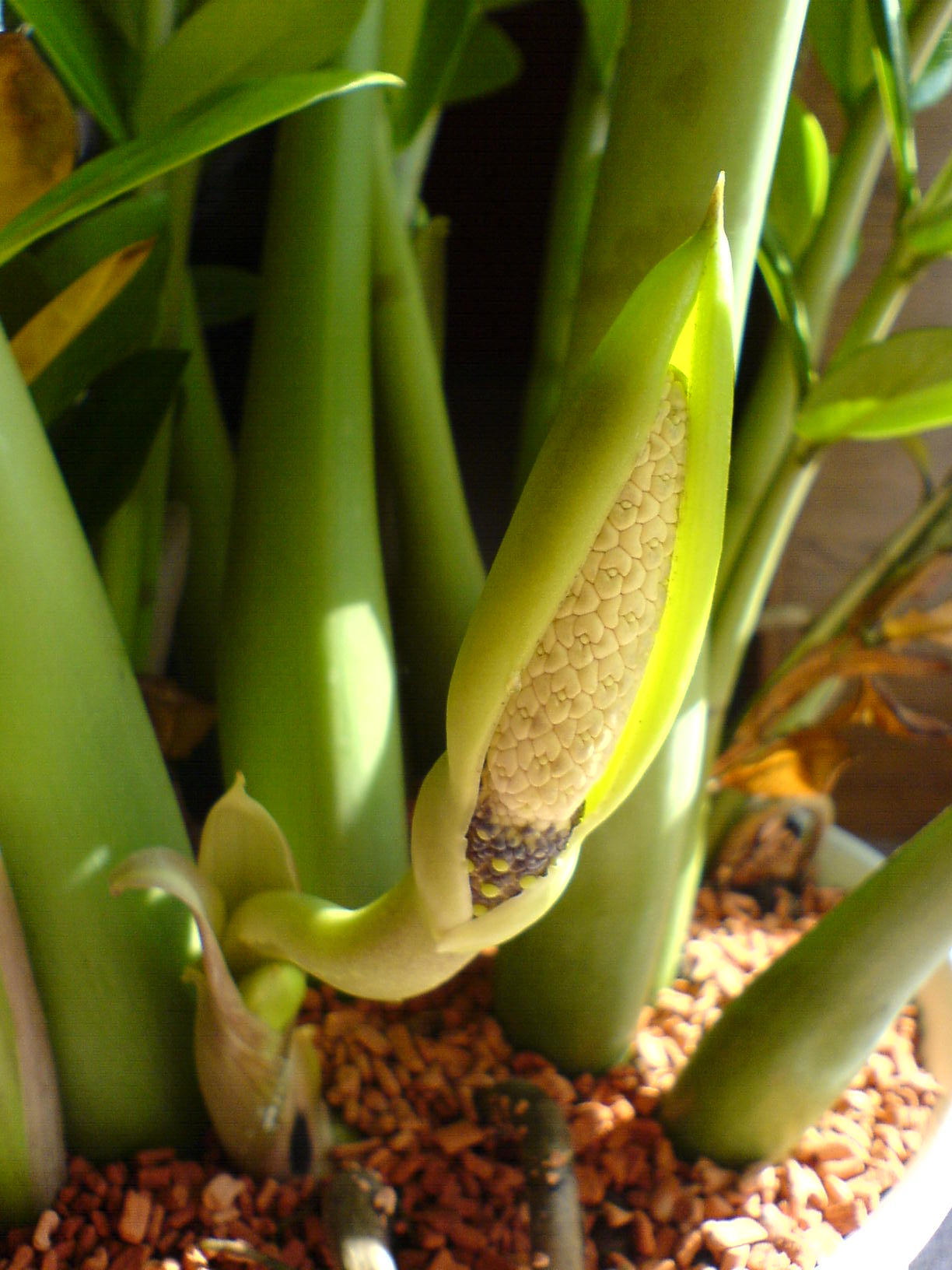

يستطيع البقاء على قيد الحياة في الهواء الطلق طالما أن درجة الحرارة لا تنخفض إلى أقل من حوالي 15 درجة مئوية (59 درجة فهرنهايت)؛ على الرغم من أن أفضل نمو يتراوح بين 18 درجة مئوية إلى 26 درجة مئوية (65 درجة إلى 79 درجة فهرنهايت) في حين أن درجات الحرارة الساخنة تعطي زيادة في إنتاج الأوراق. في المناطق المعتدلة، ويزرع بمثابة نبات منزلي. أكثر من سقي قد تدمر هذا النبات من خلال تعفن الدرنية. الضوء الساطع غير المباشر هو الأفضل لزاميوكولكاس: سيتم التسامح مع بعض الشمس.
النباتات تنتشر عن طريق قطع ورقة: عادة، يتم إدراج الأطراف السفلية من أوراق منفصلة في السماد شجاع رطبة والقاء المغلقة في كيس البوليثين. على الرغم من أن الأوراق قد تسوس جيدا، وينبغي أن تشكل هياكل النضرة مثل لمبة في السماد، وهذه قد يكون بوعاء لإنتاج نباتات جديدة. قد تستغرق العملية أكثر من عام واحد. ويمكن أيضا أن تنتشر النبات عن طريق التقسيم. النبات الاختام خصوصا من قبل سميكة، والأخضر الداكن، وأوراق لامعة. نظرا لأوراقها الخضراء القوية، فهي مناسبة بشكل خاص للغرف المفتوحة والمشرقة
على الرغم من أن القليل من المعلومات المتاحة يستخدم على ما يبدو طبي في منطقة مولانجي في ملاوي وفي جبال شرق أوسامبارا في تنزانيا حيث يتم استخدام عصير من الأوراق لعلاج وجع الأذن.
في تنزانيا يستخدم كمد من المواد النباتية الكدمات من Z. zamiifolia كعلاج لحالة الالتهاب المعروفة باسم "mshipa". [11]
وتستخدم جذور من النبات كتطبيق محلي لعلاج التقرح من قبل شعب سوكوما في شمال غرب تنزانيا